# 田中大喜
田中 大喜（たなか ひろき、1972年 - ）は、日本の日本史学者、国立歴史民俗博物館准教授。
専門分野は日本中世史で、特に武士団や武家政権論、中世地域社会論を研究の主な課題としている。

## 来歴
東京都生まれ。1996年学習院大学文学部史学科を卒業。2005年同大学大学院人文科学研究科史学専攻博士後期課程修了、「中世武士団の構造と展開の研究」で博士（史学）の学位を取得。2005年学習院大学文学部助手、2006年駒場東邦中学校・高等学校教諭、2014年国立歴史民俗博物館研究部准教授。

## 著書

### 単著
- 『中世武士団構造の研究』（校倉書房、2011年）
- 『新田一族の中世　「武家の棟梁」への道』（吉川弘文館、2015年）
- 『足利氏と新田氏』吉川弘文館〈対決の東国史3〉、2021年12月20日。ISBN 978-4-642-06869-7。

### 共編著
- 『再検証史料が語る新事実 書き換えられる日本史』樋口州男共編（小径社、2011年）
- 『中世関東武士の研究第3巻　上野新田氏』（編著、戎光祥出版、2011年）
- 『中世関東武士の研究第9巻　下野足利氏』（編著、戎光祥出版、2013年）
- 『日本中世史入門 論文を書こう』秋山哲雄、野口華世共編（勉誠出版、2014年）
- 『歴史と文学―文学作品はどこまで史料たりうるか―』樋口州男編（小径社、2014年）
- 『中世の人物第2巻 治承～文治の内乱と鎌倉幕府の成立』野口実共編（清文堂出版、2014年）
- 『生活と文化の歴史学4 婚姻と教育』高橋秀樹共編（竹林舎、2014年）
- 『城館と中世史料 機能論の探求』齋藤慎一共編（高志書院、2015年）
- 『相模武士団』関幸彦共編（吉川弘文館、2017年）
- 『古文書の様式と国際比較』小島道裕、荒木和憲共編（勉誠出版、2020年）
- 『図説 鎌倉幕府』（編著、戎光祥出版、2021年）
- 『中世武家領主の世界 現地と文献・モノから探る』（編著、勉誠出版、2021年）

### 監修
- 『大河ドラマ 鎌倉殿の13人 北条義時とその時代 (TJMOOK)』（宝島社、2021年）
- 『大河ドラマ 鎌倉殿の13人 北条義時、立つ! (TJMOOK)』（宝島社、2022年）

## 論文
- Cinii